# Athous bicolor
Athous bicolor (Syn.: Orthathous bicolor) ist ein Käfer aus der Familie der Schnellkäfer. Sein deutscher Name müsste Zweifarbiger Laubschnellkäfer sein, da bicolor „zweifarbig“ bedeutet und die Gattung Athous bei verwandten Arten „Laubschnellkäfer“ genannt wird. Die zahlreichen europäischen Arten der Gattung werden in sechs Untergattungen gegliedert. A. bicolor wird zur Untergattung Orthathous gestellt.

## Beschreibung des Käfers
Mit seiner Körperlänge von acht bis elf Millimeter sieht Athous bicolor wie ein kleiner und blasser Rotbauchiger Laubschnellkäfer (Athous haemorrhoidalis) aus. Der Körper ist blond behaart. Kopf und Brustschild sind dunkel, die Flügeldecken dagegen bräunlich gelb gefärbt. Dadurch erklärt sich das Artepitheton „zweifarbig“.
Der Vorderrand der Stirn ist nicht breit gewulstet. Die elfgliedrigen Fühler sind schlank und erst vom vierten Glied an nach innen schwach erweitert. Über der Einlenkung der Fühler ist eine Stirnleiste ausgebildet, die als erhabene Kante durchgehend von einer Seite zur anderen verläuft (Abb. 2). Darunter fällt der Kopf vorn steil ab, die Mundwerkzeuge zeigen jedoch wieder nach vorn (Abb. 1). Die Augen sind rund, vorgewölbt und berühren bei eingezogenem Kopf den Vorderrand des Halsschilds.

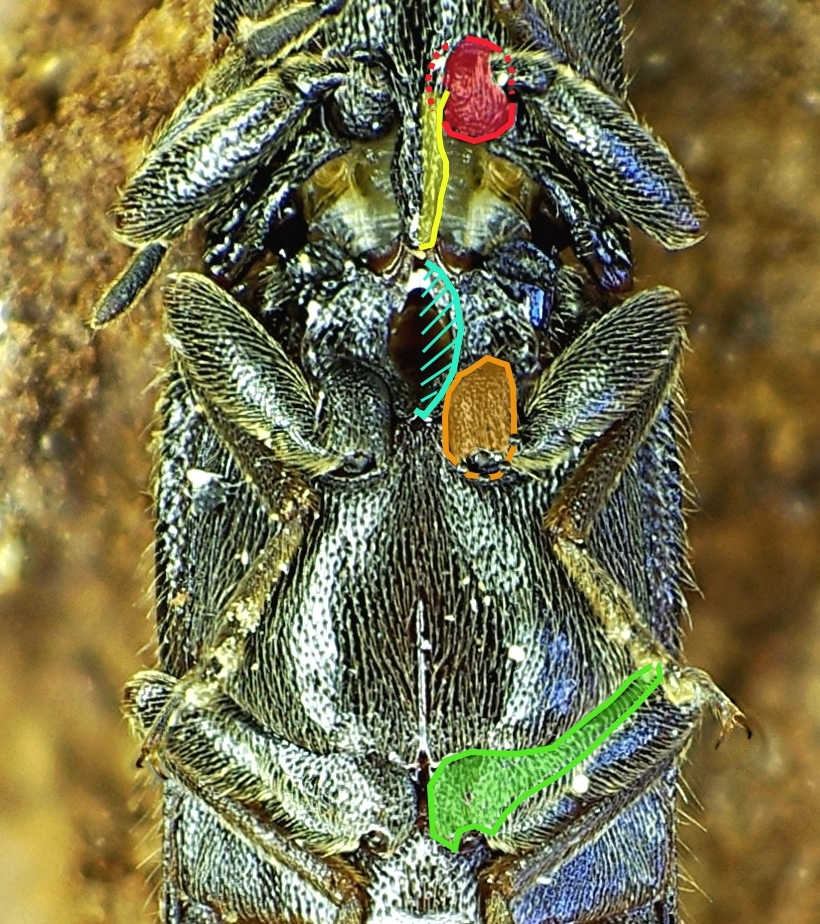
Abb. 4: Ausschnitt Unterseite,
rechts teilweise koloriert:
rot: Vorderhüfte
braun: Mittelhüfte
grün: Hinterhüfte
gelb: Prosternalfortsatz
türkis: Aussparung der Mittelbrust

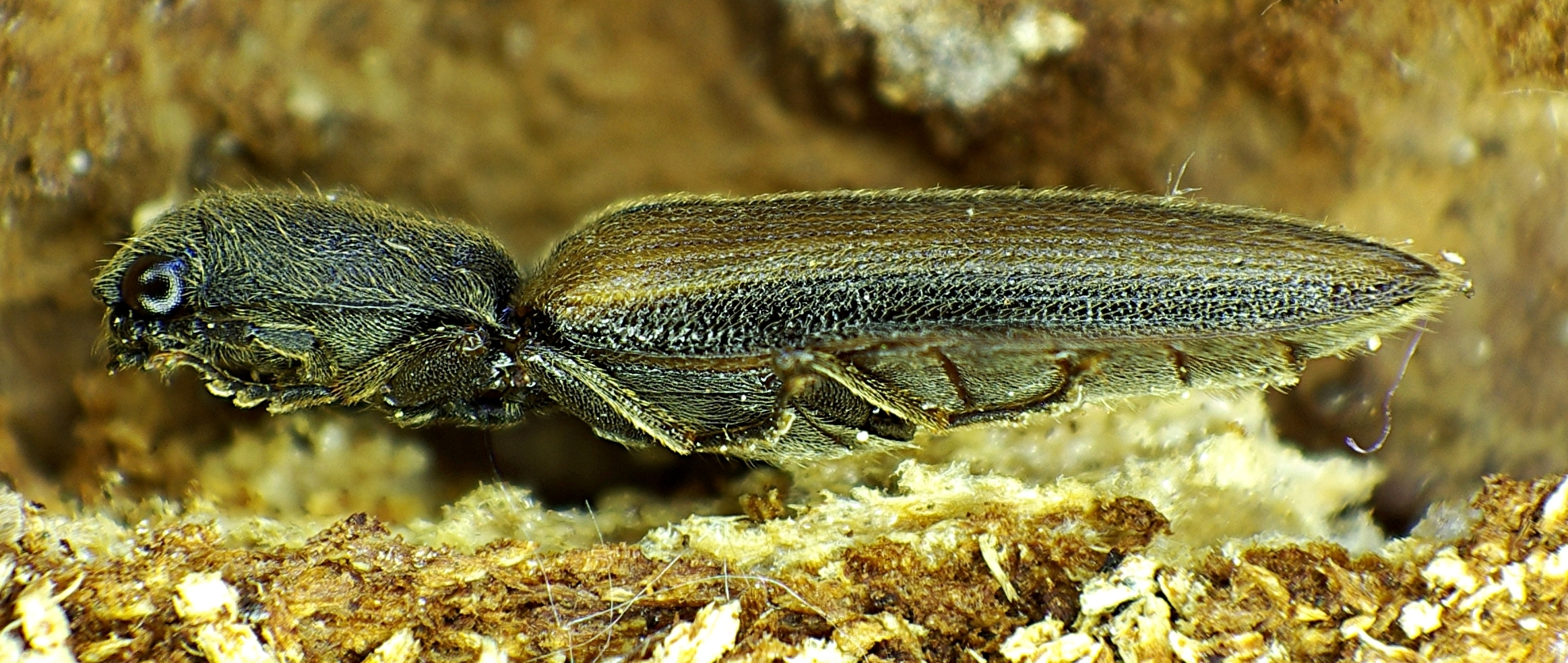
Abb. 1: Seitenansicht

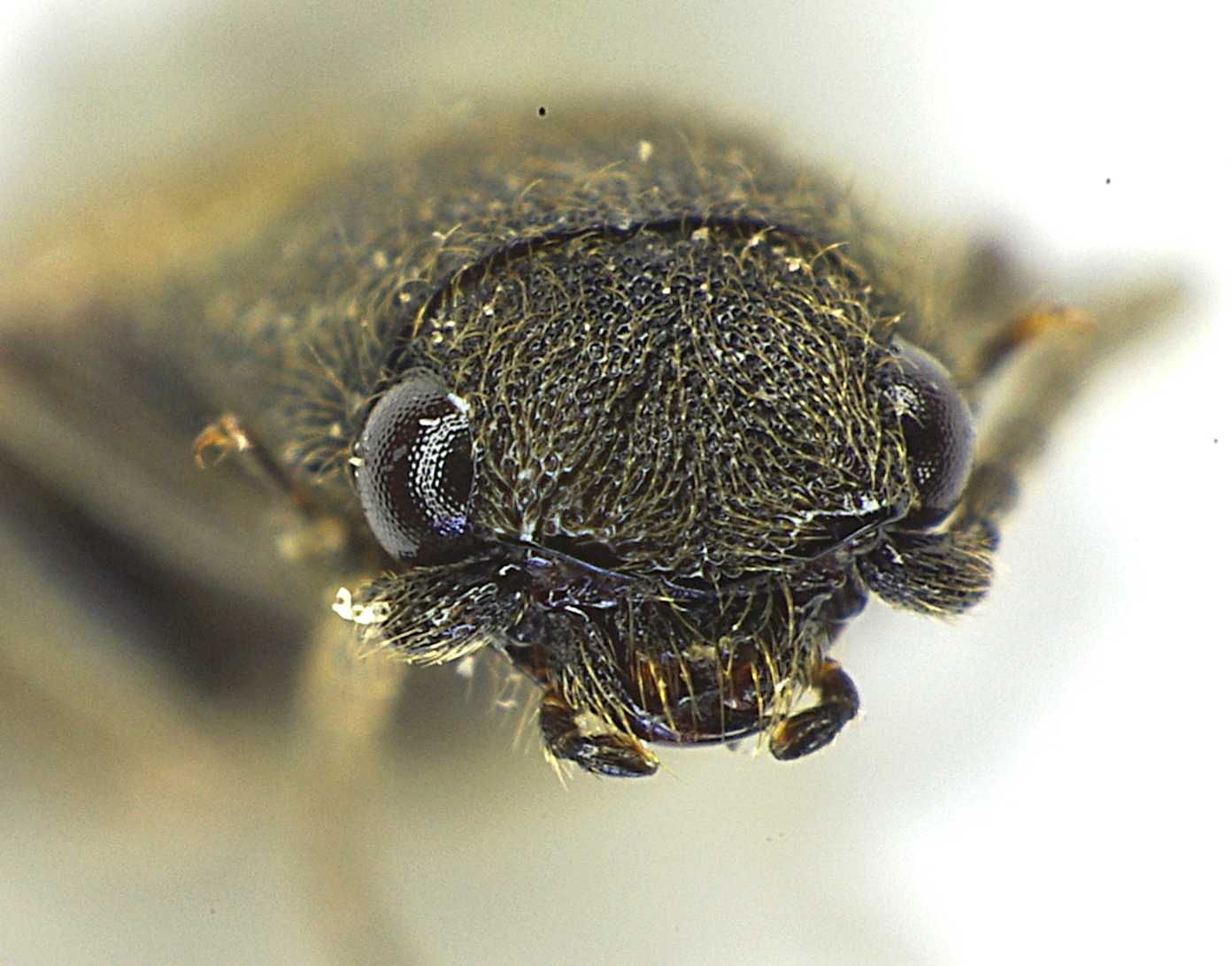
Abb. 2: Vorderansicht

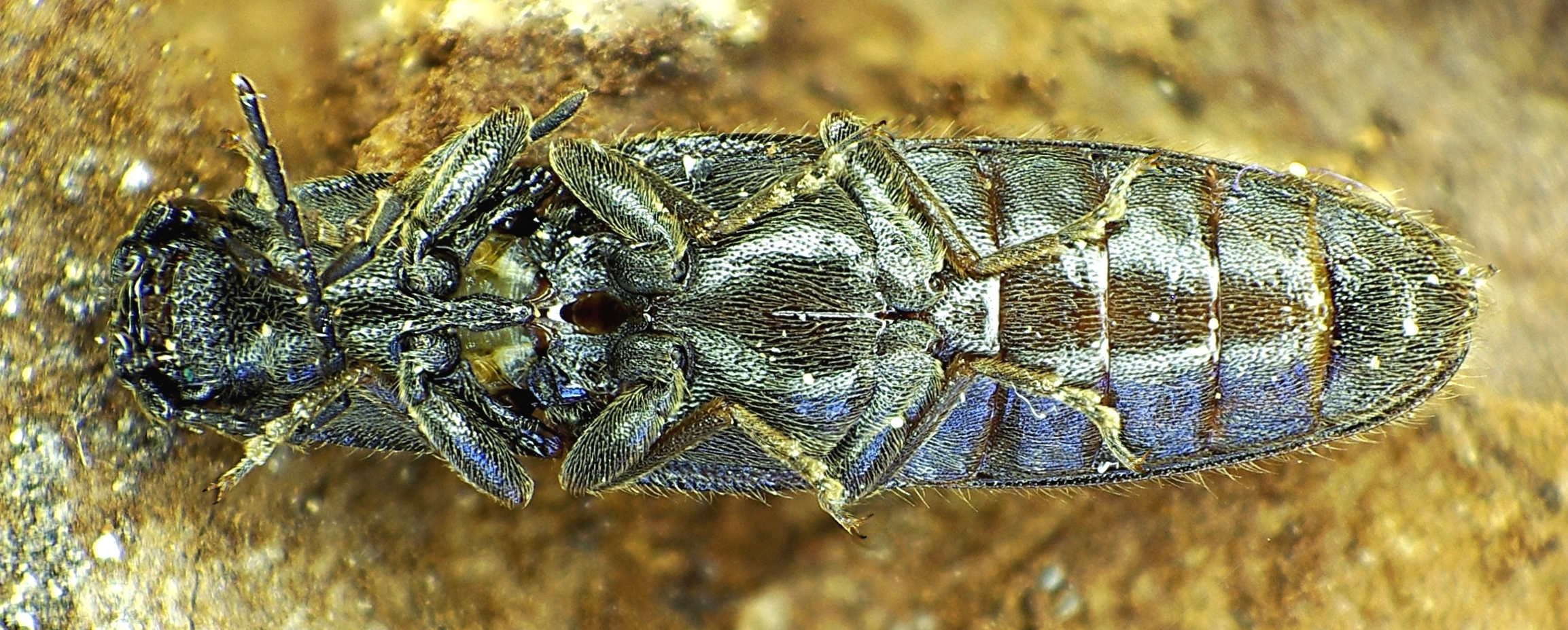
Abb. 3: Unterseite

Der Halsschild ist bei Männchen und Weibchen verschieden ausgebildet. Beim Männchen ist er viel länger als breit, nach vorn verengt und matt. Beim Weibchen ist der Halsschild nur wenig länger als breit, seitlich leicht gerundet und schwach glänzend. In beiden Geschlechtern zeigt die Behaarung des Halsschilds wie bei allen Arten der Gattung nach vorn.
Die Flügeldecken sind bräunlich gelb. Seitenrand und Flügeldeckennaht sind mehr oder weniger geschwärzt, die Flügeldeckennaht kann auch rötlich getönt sein. Auf den Flügeldecken sind deutliche Punktstreifen ausgebildet. Beim Männchen sind deren Zwischenräume raspelig, beim Weibchen etwas querrunzelig punktiert. Das Schildchen ist nicht flach, sondern gewölbt und nach vorn nicht kantig begrenzt.
An den Seiten der Vorderbrust befindet sich keine Rinne oder Spalte, in die die Fühler eingelegt werden können.
Der Fortsatz der Vorderbrust nach hinten hat die Form einer Lanzenspitze (Abb. 4, rechts gelb koloriert). Er passt so in eine entsprechende Aussparung der Mittelbrust (Abb. 4, rechts türkis koloriert), dass Fortsatz und Aussparung eine mechanische Einheit bilden, die einen wichtigen Teil des Sprungapparats bilden, der es dem Käfer ermöglicht, aus der Rückenlage emporzuschnellen.
Der Hinterleib hat fünf sichtbare scharf voneinander getrennte Segmente (Sternite). Viertes und fünftes Sternit sind gegeneinander beweglich und durch eine breite Gelenkhaut miteinander verbunden (Abb. 3). Die Mittelhüften (Abb. 4, rechts braun koloriert) sind weiter voneinander entfernt als die als die Vorderhüften (Abb. 4, rechts rot koloriert). Die Hinterhüfte, die nach hinten an die Hinterbrust anschließt, ist zur teilweisen Aufnahme der Hinterschenkel ausgehöhlt. Den Teil, der mit der Hinterbrust auf gleicher Ebene liegt, nennt man Schenkeldecke. Diese Schenkeldecken (Abb. 4, rechts grün koloriert) sind zur Körperachse hin keulig abgerundet, nach außen verschmälern sie sich allmählich. Von der Seite betrachtet ist das erste Hintertarsenglied länger als die beiden folgenden Glieder gemeinsam. Bei allen Tarsen ist aus gleicher Sicht das vierte Tarsenglied nur halb so lang wie beim dritten Tarsenglied.

## Larve
Die Larven gehören zu den sogenannten Drahtwürmern. Sie sind gelbbraun und am ganzen Körper gut sklerotisiert. Drei Beinpaare sind ausgebildet. Das erste Körpersegment (Prosternum) ist annähernd gleich lang wie breit, die folgenden zehn Glieder sind deutlich breiter als lang. Das letzte Körpersegment endet in einem zangenförmigen Anhang, dessen Aussparung man als Urogomph bezeichnet. Für die Unterfamilie gilt: Die Außenlade der Unterkiefer (Galea) ist zweigliedrig, der hintere Teil der Brustplatte (Sternellum) ungeteilt, die transversale Impression der Hinterleibssegmente in der Mitte unterbrochen.

## Biologie
Die Käfer überwintern als Imagines, die Eiablage erfolgt im späten Frühjahr bis frühen Sommer in den Boden. Die Eier sind mit einer klebrigen Schicht überzogen, so dass Teilchen des Bodens daran kleben bleiben.
Die Larven leben in der Erde, aber Weibchen wurden auch gelegentlich in Holzmull gefunden.

## Vorkommen und Verbreitung
Die Art ist von Südrussland über Süd- und Mitteleuropa bis zur Iberischen Halbinsel verbreitet. In Mitteleuropa fehlt sie im nordwestlichen, atlantisch beeinflussten Klimabereich. Der Käfer bevorzugt offenes besonntes Gelände mit niederer Vegetation. An Wärmestellen wird er oft häufig gefunden. In Mitteleuropa findet man die Imagines auf niederer Vegetation von Ende Mai bis Juli.